# Les Septvallons
Les Septvallons es una comuna francesa situada en el departamento de Aisne, de la región de Alta Francia.

## Historia
Fue creada el 1 de enero de 2016 como una comuna nueva en aplicación de una resolución del prefecto de Aisne de 9 de noviembre de 2015 con la unión de las comunas de Glennes, Longueval-Barbonval, Merval, Perles, Révillon, Vauxcéré y Villers-en-Prayères, pasando a estar el ayuntamiento en la antigua comuna de Longueval-Barbonval.

## Demografía
| Gráfica de evolución demográfica de Les Septvallons entre 1800 y 2013 |
|                                                                       |

Los datos entre 1800 y 2013 son el resultado de sumar los parciales de las siete comunas que forman la nueva comuna de Les Septvallons, cuyos datos se han cogido de 1800 a 1999, para las comunas de Glennes, Longueval-Barbonval, Merval, Perles, Révillon, Vauxcéré Villers-en-Prayères de la página francesa EHESS/Cassini. Los demás datos se han cogido de la página del INSEE.

## Composición
| Comuna delegada     | Código INSEE | Población (2013) | Superficie (km²) | Densidad (hab./km²) |
| ------------------- | ------------ | ---------------- | ---------------- | ------------------- |
| Glennes             | 02348        | 226              | 8.57             | 26                  |
| Longueval-Barbonval | 02439        | 499              | 8.73             | 57                  |
| Merval              | 02479        | 97               | 3.36             | 29                  |
| Perles              | 02597        | 79               | 3.70             | 21                  |
| Révillon            | 02646        | 71               | 2.24             | 32                  |
| Vauxcéré            | 02771        | 83               | 5.80             | 14                  |
| Villers-en-Prayères | 02811        | 129              | 5.74             | 22                  |